# Слободо-Петровка

Слободо-Петровка (укр. Слободо-Петрівка) — село,
Слободо-Петровский сельский совет,
Гребёнковский район,
Полтавская область,
Украина.
Код КОАТУУ — 5320884901. Население по переписи 2001 года составляло 783 человека.
Является административным центром Слободо-Петровского сельского совета, в который, кроме того, входят сёла
Гулаковка,
Загребелье,
Оржица и
Полевое.

## Географическое положение
Село Слободо-Петровка находится на правом берегу реки Гнилая Оржица,
выше по течению на расстоянии в 1 км расположено село Полевое,
ниже по течению на расстоянии в 0,5 км расположено село Оржица,
на противоположном берегу — город Гребёнка и село Лутайка.
На реке большая запруда.

## История
- 1773 — дата основания как Петровка-слобода [2].
- Село указано на подробной карте Российской Империи и близлежащих заграничных владений 1816 года[3].
- в Полтавском областном архиве имеются церковные документы села Городище (Городовасильков) Георгиевской церкви, к которой приписана Петровка[4].

## Экономика
- ООО «им. Кагамлыка».
- ООО «Украина».

## Объекты социальной сферы
- Школа [5].

## Известные люди
- Кагамлык Григорий Сергеевич (1923—1943) — Герой Советского Союза, родился в селе Слободо-Петровка[6].

## Достопримечательности
- Братская могила советских воинов.